# Codina (Santa Eulàlia de Riuprimer)
Codina és una masia de Santa Eulàlia de Riuprimer (Osona) inclosa a l'Inventari del Patrimoni Arquitectònic de Catalunya.

## Descripció
És una masia de planta rectangular amb el carener paral·lel a la façana, orientada a migdia i amb un bonic portal dovellat. A la part esquerra de la façana s'hi annexiona un cos que forma angle recte amb el mas, el qual ha estat convertit en habitatge però fou l'antic cos de porxos, que conserva encara els carreus de la paret de migdia. Adossada a aquest cos hi ha l'antiga masoveria, avui deshabitada. A la part de tramuntana hi ha una finestra de tipus goticitzant.
És construïda amb carreus de pedra i les barbacanes són enllosades. A despit dels afegitons als porxos i a l'era el mas conserva encara la típica estructura de casa pairal.

## Història
Antiga masia registrada al fogatge de 1553 del terme i parròquia de Santa Eulàlia de Riuprimer, Loys Codina habita el mas. La masia fou ampliada i reformada al segle xviii. Es manté el mateix llinatge de Codina però el cognom es perd amb una pubilla casada amb un tal Castellar. És habitada pels mateixos propietaris.